# Аурел Гуга
Аурел Гуга (рум. Aurel Guga, 10 серпня 1898 — 7 листопада 1936) — румунський футболіст, якого вважали одним із найталановитіших гравців країни початку 1920-х років, перший капітан збірної Румунії, учасник футбольного турніру на літніх Олімпійських іграх 1924 року.

## Клубна кар'єра
Гуга народився 10 серпня 1898 року в Темешкубіні, Австро-Угорщина (нині — Ковін у Сербії). Закінчив середню школу в Оравіці, а потім переїхав до Лугожа. Через Першу світову війну він не міг почати грати у футбол до 1919 року, коли йому був 21 рік. Він починав у місцевому клубі «Вілтурій» (Лугож), але провів там лише один рік, тому що поїхав навчатись до Клужа.
Після прибуття в Клуж він приєднався до клубу «Університатя», створеного роком раніше Спортивним товариством студентів університету. У той час він грав зі своєю командою лише в місцевих змаганнях, оскільки футбольного чемпіонату на національному рівні не було. У січні 1922 року віденська газета присвятила йому статтю на всю сторінку, назвавши його «винятковим форвардом».
Приблизно в жовтні чи листопаді 1923 року клуб зіграв свій перший турнір за кордоном на запрошення муніципалітету Гренобля на відкриття свого нового стадіону. Він спочатку зіграв у Ліоні з місцевою командою, зумівши перемогти з рахунком 5:2, а Гуга відзначився тричі. Наступного дня французька преса написала, що «він гравець світового рівня». Оскільки в той час ходили чутки про товариський матч між збірною Англії та командою гравців з континенту, французи запропонували Гузі грати за збірну Європи. У Греноблі «Університатя» перемогла французів, перемігши з рахунком 3:0, при цьому Гуга забив двічі.
Після того, як він закінчив навчання у 1925 році, преса писала, що «чудовий міжнародний румунський гравець оселиться в Тімішоарі, дуже ймовірно, підписавши контракт з однією з місцевих команд». Однак офіційних документів, які б підтверджували, що він дійсно грав за «Тімішоару», немає. Натомість у листопаді він почав грати за «Глорію» (Арад), допомігши своїй команді фінішувати другою в регіональному чемпіонаті.
Біля березня 1926 року він приєднався до «Джиулу» (Петрошань), але покинув усі змагання того сезону.
З 1927 року він провів два роки в Лупені, граючи за місцевий «Джиулу», а в 1929 році повернувся в Клуж, щоб востаннє зіграти за клуб, який прославив його, де й завершив ігрову кар'єру 1930 року.

## Виступи за збірну
Аурел Гуга був капітаном у першому офіційному матчі національної збірної Румунії на Кубку короля Олександра 1922 року проти Югославії (2:1), забивши переможний гол. Всього він грав шість років за Румунію, провівши дванадцять матчів і забивши чотири голиі був капітаном у дев'яти з дванадцяти матчів.
Перелік матчів за збірну:
| Список матчів за збірну | Список матчів за збірну | Список матчів за збірну | Список матчів за збірну | Список матчів за збірну | Список матчів за збірну | Список матчів за збірну |
| №                       | Дата                    | Місце                   | Суперник                | Результат               | Голи                    | Турнір                  |
| ----------------------- | ----------------------- | ----------------------- | ----------------------- | ----------------------- | ----------------------- | ----------------------- |
| 1.                      | 8 червня 1922           | Белград, Югославія      | Югославія               | 2–1                     | 1                       | Товариський матч        |
| 2.                      | 3 вересня 1922          | Чернівці, Румунія       | Польща                  | 1–1                     | 0                       | Товариський матч        |
| 3.                      | 1 липня 1923            | Клуж, Румунія           | Чехословаччина          | 0–6                     | 0                       | Товариський матч        |
| 4.                      | 2 вересень 1923         | Львів, Польща           | Польща                  | 1–1                     | 1                       | Товариський матч        |
| 5.                      | 20 травня 1924          | Відень, Австрія         | Австрія                 | 1–4                     | 0                       | Товариський матч        |
| 6.                      | 27 травня 1924          | Париж, Франція          | Нідерланди              | 0–6                     | 0                       | Олімпійські ігри 1924   |
| 7.                      | 31 травня 1925          | Софія, Болгарія         | Болгарія                | 4–2                     | 0                       | Товариський матч        |
| 8.                      | 25 квітня 1926          | Бухарест, Румунія       | Болгарія                | 6–1                     | 1                       | Товариський матч        |
| 9.                      | 3 жовтня 1926           | Загреб, Югославія       | Югославія               | 3–2                     | 1                       | Кубок короля Олександра |
| 10.                     | 10 травня 1927          | Бухарест, Румунія       | Югославія               | 0–3                     | 0                       | Кубок короля Олександра |
| 11.                     | 19 червня 1927          | Бухарест, Румунія       | Польща                  | 3–3                     | 0                       | Товариський матч        |
| 12.                     | 15 квітня 1928          | Арад, Румунія           | Туреччина               | 4–2                     | 0                       | Товариський матч        |

## Смерть
Загинув 7 листопада 1936 року у віці 38 років, коли керував автомобілем у Тімішоарі та впав у річку Бега, де потонув.